# Симон (Тихомиров)
Епископ Симон (в миру Степан Иванович Тихомиров; 1683 — 15 (26) декабря 1747) — епископ Суздальский и Юрьевский (1683—1747).

## Биография
Родился в 1683 году на территории Темниковского уезда Тамбовской губернии (административное деление на начало XX века). По принятии монашества назначен во флот иеромонахом.
Некоторое время был наместником Александро-Невского монастыря в Санкт-Петербурге.
С 1734 года — архимандрит Горицкого Успенского монастыря в Переяславле-Залесском.
С 1735 года — настоятель Саввино-Сторожевского монастыря.
21 ноября 1739 года хиротонисан во епископа Суздальского; состоял членом Священного синода с назначением к исправлению текущих дел по канцелярии. При нём в Суздале учреждена семинария в 1740 году, упразднённая в 1743 году.
Скончался 15 декабря 1747 году. Погребён в Суздальском соборе.